# Robb (Alberta)
Robb est un hameau (hamlet) du Comté de Yellowhead, situé dans la province canadienne d'Alberta.

## Démographie
En tant que localité désignée dans le recensement de 2011, Robb a une population de 171 habitants dans 78 de ses 85 logements, soit une variation de -8.1% par rapport à la population de 2006. Avec une superficie de 6,803 2 km2, le hameau possède une densité de population de 25,135 2 hab/km2 en 2011.
Concernant le recensement de 2006, Robb abritait 186 habitants dans 81 de ses 118 logements. Avec une superficie de 6,803 2 km2, le hameau possédait une densité de population de 27,3 hab/km2 en 2006.